# Reza Alipour Shenazandifard
Perský gepard Rezá Alípúr, celým jménem Rezá Alípúr Šenazandifard (persky رضا علی‌پور‎, * 29. dubna 1994 Kazvín) je íránský reprezentant ve sportovním lezení. Vítěz světových i Asijských her a Asie v lezení na rychlost. Stříbrnou medaili má i z mistrovství Asie juniorů.
Se závody začal na mistrovství Asie juniorů v roce 2012, kde měl nejlepší čas v kvalifikaci a získal stříbrnou medaili, závodí bez trenéra.

## Výkony a ocenění
- na závodech, kterých se účastnil, byly jeho časy převážně nejrychlejší
- nominace na Světové hry 2017 v polské Vratislavi
- 2017: sportovec roku IWGA
- 2018: mistr světa

### Světové rekordy
lezení na rychlost, standardní 15m trať
- 2017: Nanking, 2. kolo světového poháru 2017: 5.48 s[3]

### Závodní výsledky
| Světové hry  | Světové hry |
| Rok          | 2017        |
| ------------ | ----------- |
| Rychlost     | 1           |
| nejlepší čas | 5.58        |

| Mistrovství světa | Mistrovství světa | Mistrovství světa | Mistrovství světa | Mistrovství světa |
| Rok               | 2014              | 2016              | 2018              | 2019              |
| ----------------- | ----------------- | ----------------- | ----------------- | ----------------- |
| Rychlost          | 3                 | 2                 | 1                 | 6                 |
| nejlepší čas      | 6.07              | 5.96              | 5.63              | 5.757             |

* 15m standardní trať
| Světový pohár       | Světový pohár    | Světový pohár    | Světový pohár    | Světový pohár                      | Světový pohár                | Světový pohár                            | Světový pohár                        |
| Rok                 | 2013             | 2014             | 2015             | 2016                               | 2017                         | 2018                                     | 2019                                 |
| ------------------- | ---------------- | ---------------- | ---------------- | ---------------------------------- | ---------------------------- | ---------------------------------------- | ------------------------------------ |
| Rychlost            | 13               | 16               | 7                | 5                                  | 2                            | 4                                        | 5                                    |
| jednotlivě* (6/2/6) | ,,12, · -,-,-,-  | -,-,-,, · -,14,- | ,-,, · 7,-       | 8,6,-,8, · ,,7                     | 12,-,-,, · ,,7               | , · 9,8,-,7,,                            | ,,,23,8,4,5,7                        |
| nejlepší čas*       | 6.19, 6.24, 6.62 | 6.00, 7.36       | 5.97, 6.02, 6.24 | 5.97, 5.86, 5.94, 5.98, 5.82, 6.00 | 5.58, 5.94, 5.55, 5.48, 6.08 | 5.67, 5.80, 5.59, 5.74, 6.04, 5.71, 5.71 | ,,,6.428, 5.923, 5.627, 5.733, 5.826 |

* poznámka: nalevo jsou poslední závody v roce
| Asijské hry  | Asijské hry |
| Rok          | 2018        |
| ------------ | ----------- |
| Rychlost     | 1           |
| nejlepší čas | 5.633       |

| Mistrovství Asie | Mistrovství Asie | Mistrovství Asie | Mistrovství Asie | Mistrovství Asie | Mistrovství Asie |
| Rok              | 2013             | 2015             | 2016             | 2017             | 2018             |
| ---------------- | ---------------- | ---------------- | ---------------- | ---------------- | ---------------- |
| Rychlost         | 2                | 2                | 8                | 1                | 47-50            |
| nejlepší čas     | 6.51             | 6.40             | 6.61             | 5.62             | -                |

| Mistrovství světa juniorů | Mistrovství světa juniorů |
| Rok                       | 2012 Junioři              |
| ------------------------- | ------------------------- |
| Rychlost                  | 15                        |
| nejlepší čas              | 7.88                      |

| Mistrovství Asie juniorů | Mistrovství Asie juniorů |
| Rok                      | 2012 Junioři             |
| ------------------------ | ------------------------ |
| Rychlost                 | 2                        |
| nejlepší čas             | 4.87                     |